# Nawis inflacyjny
Nawis inflacyjny – wartość popytu odłożonego w skali całego społeczeństwa wskutek niedostatecznej podaży w stosunku do wartości podaży dóbr i usług rynkowych. Wartość takiego odłożonego popytu odpowiada wartości zasobów pieniężnych nagromadzonych w rękach ludności (tzw. oszczędności przymusowe). Na wielkość aktualnego nawisu inflacyjnego wpływa skumulowana wartość luki inflacyjnej z poprzednich okresów oraz aktualne oczekiwania inflacyjne ludności lub przewidywany zakres niedoborów rynkowych.